# Kapela svetih apostola Petra i Pavla na Mirogoju
Kapela svetih apostola Petra i Pavla pravoslavna je kapela na zagrebačkom groblju Mirogoju, u vlasništvu Mitropolije zagrebačko-ljubljanske Srpske pravoslavne crkve. Kapela je izgrađena 1891.

## Povijest i arhitektura
Pokrovitelj izgradnje kapele bila je udovica Judita Kukulj, koja je kapelu podigla na grobu svoga muža. Zaduženi arhitekt bio je Hermann Bollé.
Glavna mirogojska os, odnosno glavna aleja vodi od ulaza i tada još neizgrađene Kapele Krista Kralja, preko Križa prema istoku. Kapela Sv. Petra i Pavla smještena je jugoistočno od ulaza, u osi četvrtog paviljona, jedno polje udaljena od arkada. Ova os je druga glavna os Mirogoja, na kraju aleje je polukružno organizirani dio groblja - u ovoj pomaknutoj simetriji može se iščitati utjecaj modernih stremljenja. Građevina je u potpunosti centralnog tlocrta, malih dimenzija, ali ipak monumentalna. Stilski je kapela tipično djelo Bolléova eklekticizma – može se opisati kao neobizantski (»pravoslavni«) stil, koji se očituje u naglašenoj središnjosti i dominaciji kupole. Međutim, prije je to Bolléova slobodna interpretacija, nego čisti neobizantski stil.
Opremu kapele izradila je Obrtna škola, ikonostas je oslikao Robert Auer, a klesarski su radovi djelo Ignjata Franza. U oslikavanje zidova i ikone na ikonostasu, sve na zlatnoj podlozi, sudjelovao je iprofesor Obrtne škole u Zagrebu Josip Bauer.

## Galerija
- Pogled na kepelu
- Ornamenti na fasadi
- Stražnje pročelje
- Ulazna vrata